# Per Ingesman
Per Ingesman, född 1953, är en dansk professor i kyrkohistoria. Hans huvudvikt ligger på medeltiden. 
Ingesman tillträdde sin professur vid teologiska fakulteten vid Aarhus universitet 2009, efter att tidigare ha varit lektor där sedan 1997.
Han är ledamot i Det kongelige danske Selskab for Fædrelandets Historie sedan 5 maj 2004. 